# A/S Aero
A / S Aero foi uma companhia aérea norueguesa fundada por Tancred Ibsen em janeiro de 1920. A empresa foi financiada pelo tio de Tancred Ibsen, o empresário Einar Bjørnson, e dois amadores. Apesar da A / S (para sociedade privada limitada por ações ) em seu nome, A / S Aero nunca foi formalmente registrada como uma empresa limitada.
A empresa comprou um Hansa Brandenburg W.29 e quatro aeronaves Friedrichshafen FF.49 da Alemanha em fevereiro. Esta compra era provavelmente ilegal, já que a Entente proibia a exportação de aeronaves excedentes da Alemanha, mas Ibsen obteve permissão do Ministério da Defesa da Noruega para importar as cinco aeronaves alemãs.
Durante o verão de 1920, a A / S Aero operou com sucesso voos de demonstração, propaganda e correio limitado da baía Bestumkilen em Oslo, com Tancred Ibsen como o piloto principal. A empresa também fretou aviões para servir as rotas da Det Norske Luftfartsrederi no sul da Noruega.
Tancred Ibsen logo se cansou da carreira de piloto, e a atividade da A / S Aero foi encerrada, passando a empresa a fazer parte da fábrica de aeronaves em Tønsberg, A / S Norske Aeroplanfabrik .